# Archilochus
Archilochus é um gênero de aves apodiformes pertencente à família dos troquilídeos, que inclui os beija-flores. O gênero possui duas espécies, ambas distribuídas desde ao sul do Canadá, seguindo à região oeste dos Estados Unidos, América Central, ao norte do México. As espécies do gênero estão dentro da tribo Mellisugini, por sua vez, pertencente à subfamília Trochilinae.

## Taxonomia
Este gênero foi introduzido primeiramente em 1854, pelo naturalista alemão Ludwig Reichenbach, tendo como espécie-tipo Archilochus alexandri, o beija-flor-de-garganta-preta. O nome do gênero deriva do grego antigo, em homenagem ao poeta lírico grego Arquíloco, que viveu na ilha de Paros por volta de 650 AEC.
| Imagem    | Nome comum                   | Nome científico       | Autoridade               |
| --------- | ---------------------------- | --------------------- | ------------------------ |
| sembordas | beija-flor-de-garganta-preta | Archilochus alexandri | Bourcier e Mulsant, 1846 |
| sembordas | beija-flor-de-garganta-rubi  | Archilochus colubris  | Linnaeus, 1758           |